# Cal Massot (el Palau d'Anglesola)
Cal Massot és una obra amb elements barrocs del Palau d'Anglesola (Pla d'Urgell) inclosa a l'Inventari del Patrimoni Arquitectònic de Catalunya.

## Descripció
Habitatge entre mitgeres que forma racó. Té dues plantes, amb una façana de pulcritud i valor artístic singulars, que ha conservat tanmateix les portes i porticons primitius.
En una composició que veu limitada la seva simetria per l'angle en que es troba la casa, destaquen com a elements els capitells amb figuració humana, la imposta arran de la golfa i la fotja del balcó.

## Història
Segons la bibliografia aquesta casa i cal Liseta, són edificis de l'antic castell o Palau de la vila, refets al segle xviii.